# Liam Phillips
Liam Peter Phillips (Taunton, 11 de marzo de 1989) es un deportista británico que compite en ciclismo en la modalidad de BMX. Ganó dos medallas en el Campeonato Mundial de Ciclismo BMX, oro en 2013 y plata en 2012.

## Palmarés internacional
| Campeonato Mundial | Campeonato Mundial       | Campeonato Mundial | Campeonato Mundial |
| Año                | Lugar                    | Medalla            | Competición        |
| ------------------ | ------------------------ | ------------------ | ------------------ |
| 2012               | Birmingham (Reino Unido) | Medalla de plata   | Contrarreloj       |
| 2013               | Auckland (Nueva Zelanda) | Medalla de oro     | Carrera            |